# فینال لیگ ملت‌های اروپا ۲۰۲۳
فینال لیگ ملت‌های اروپا ۲۰۲۳ فینال سومین دوره لیگ ملت‌های اروپا بود که بین کرواسی و اسپانیا برگزار شد. این بازی در ورزشگاه دکویپ در شهر روتردام و کشور هلند برگزار شد.که در نهایت تیم ملی فوتبال اسپانیا فاتح لیگ ملت‌های اروپا ۲۳–۲۰۲۲ شد.

## منبع
1. ↑  "UEFA Nations League final four: Who is in it? When is it? Where does it take place?". UEFA.com. Union of European Football Associations. 25 January 2023. Retrieved 25 January 2023.